# Archie Fire Lame Deer
 (novembre 2013).
Si vous disposez d'ouvrages ou d'articles de référence ou si vous connaissez des sites web de qualité traitant du thème abordé ici, merci de compléter l'article en donnant les références utiles à sa vérifiabilité et en les liant à la section « Notes et références ».
Archie Fire Lame Deer (10 avril 1935 - 16 janvier 2001) était un cascadeur à Hollywood, un chasseur de serpent, un véteran de la Guerre de Corée, un parachutiste dans la 101e division aéroportée, un homme-médecine et un conférencier sur la religion pratiquée par le peuple Lakota.

## Filmographie
- Crazy Horse (de George Sherman ; 1955) : Cascadeur (non crédités)

- Micmac au Montana (Stay Away, Joe) (de Peter Tewksbury ; 1968) : Cascadeur (non crédité)